# William Goh Seng Chye
William Goh Seng Chye (en chino mandarín: 吳成才, chino simplificado: 吴成才) (Singapur, 25 de junio de 1957) es un obispo singapurense. Actualmente es arzobispo de Singapur y cardenal.

## Biografía

### Primeros años
Nació en Singapur. De padres chinos, fue alumno de la escuela secundaria Montfort en Hougang, donde obtuvo un certificado de nivel GCE "A" de Singapur. Trabajó dos años en Barclays Bank, antes de incorporarse al Seminario.
Amplió sus estudios de Filosofía en el Seminario Mayor y realizó sus estudios teológicos en el Seminario Mayor de Singapur. Fue parte de la primera promoción de seminaristas, que se graduaron en el Seminario Mayor San Francisco Javier de Punggol.
Fue destinado a la Iglesia de la Santa Cruz, donde fue sacerdote asistente de Nicholas Chia Yeck Joo (posteriormente arzobispo). En 1985, se licenció en teología por la Universidad Pontificia Urbaniana de Roma. Fue ordenado sacerdote el 1 de mayo de 1985 por Gregory Yong, arzobispo de Singapur, en la Iglesia de la Sagrada Familia. Se licenció en teología dogmática por la Pontificia Universidad Gregoriana.
Fue formador residente y director en el Seminario Mayor, así como, profesor de teología sistemática. En 1992 fue nombrado párroco de la Iglesia de Santa Ana. En 1995, fue nombrado miembro de la Comisión Asesora Teológica de la Federación de Conferencias Episcopales de Asia. Mientras estaba en el Seminario Mayor, se convirtió en Decano de Estudios, procurador y finalmente rector del Seminario Mayor, donde permaneció hasta que asumió su cargo como Arzobispo de Singapur. También fue Director Espiritual del Centro Arquidiocesano de Espiritualidad Católica.

## Episcopado

### Arzobispo coadjutor de Singapur
El 29 de diciembre de 2012, el Papa Benedicto XVI lo nombró Arzobispo Coadjutor de la Arquidiócesis de Singapur.
Asistió al arzobispo hasta su jubilación a los 75 años. 
Fue ordenado arzobispo coadjutor de Singapur el 22 de febrero de 2013. Su consagrante principal fue el Nuncio Apostólico en la República de Singapur, Leopoldo Girelli y sus principales co-consagradores fueron Nicholas Chia y Murphy Pakiam. A su consagración asistieron el presidente de la República de Singapur, Tony Tan Keng Yam, el vice primer ministro, presidente del Tribunal Supremo de Singapur, dignatarios estatales, veinte obispos, más de 170 sacerdotes y unos 14.000 fieles, junto con representantes de las principales religiones de Singapur.

### Arzobispo de Singapur
El 18 de mayo de 2013, asumió el cargo de arzobispo de Singapur. Una de sus primeras tareas fue "fortalecer los lazos fraternales entre los presbíteros y aprovechar los carismas y la pasión de sus hermanos sacerdotes", para que puedan empoderar a los laicos, para que sean "corresponsables en la misión de la Iglesia". En 2015, fue nombrado miembro del Consejo Presidencial para los Derechos de las Minorías. 

## Cardenalato
Fue creado cardenal por el papa Francisco en el Consistorio celebrado el 27 de agosto de 2022, asignándole el Título de Santa María "Regina Pacis" en Ostia mare.
El 7 de octubre de 2022 fue nombrado miembro del Dicasterio para los Laicos, la Familia y la Vida.